# Spadentalina ingrata
Spadentalina ingrata är en blötdjursart som beskrevs av Victor Scarabino 1995. Spadentalina ingrata ingår i släktet Spadentalina och familjen Entalinidae. Inga underarter finns listade i Catalogue of Life.